# Sindris albimaculalis
Sindris albimaculalis är en fjärilsart som beskrevs av Émile Louis Ragonot 1891. Sindris albimaculalis ingår i släktet Sindris och familjen mott. Inga underarter finns listade i Catalogue of Life.